# Injera

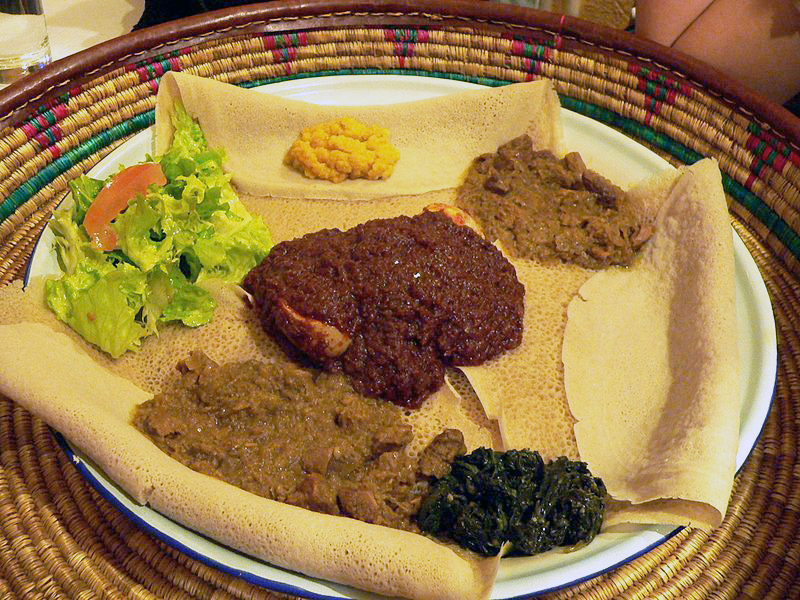
Injera pronta a ser servida com vários tipos de wot

Injera é um prato típico da culinária da Etiópia. As injeras são  grandes crepes feitos com farinha fermentada em água durante 2-3 dias e depois assados numa chapa de ferro ou numa placa de barro, que se colocam sobre um fogão; devido à fermentação, as injeras são húmidas e fofas e são colocadas sobre um prato onde se serve o wot ou outra comida da culinária da Etiópia. A forma de comer é também especial: o prato pode ser individual ou servir várias pessoas, que vão tirando pedaços da injera e, com esse pedaço, agarram uma porção de comida para a levarem à boca.
Tradicionalmente, as injeras eram feitas com farinha de tefe (teff), um cereal que cresce em planaltos com pluviosidade regular; como a produção não é muito grande, esta farinha tornou-se relativamente cara e passou a ser misturada com farinha doutros cereais que sejam cultivados na região (ou feita apenas com farinha desses cereais), como trigo, cevada, milho ou arroz; devido a essas variantes, existem vários tipos de injera, basicamente brancas ("nech"), vermelhas ("kay") ou escuras ("tikur").
As injeras são igualmente populares na Somália, conhecidas como "kanjiro", no Djibouti ("lahuh") e no Iémen ("lahoh").